# Family Jewels
Family Jewels é um DVD duplo que traz um apanhado geral da carreira da banda australiana AC/DC, incluindo clipes, performances em programas de TV e em shows.
O primeiro disco vem com apresentações da fase inicial da banda com Bon Scott (o primeiro vocalista, falecido em 1980). Há também a primeira aparição de Angus Young e o resto da banda na TV australiana, em 1975 e imagens de um programa da TV espanhola, gravado dez dias antes da morte de Scott. No segundo disco, é mostrada a banda com Brian Johnson nos vocais.

## Faixas

### Disco 1
1. "Baby, Please Don't Go"
2. "Show Business"
3. "High Voltage"
4. "It´s a Long Way to the Top(If you wanna rock n´roll)"
5. "T.N.T."
6. "Jailbreak"
7. "Dirty Deeds Done Dirt Cheap"
8. "Dog Eat Dog"
9. "Let There Be Rock"
10. "Rock 'n' Roll Damnation"
11. "Sin City"
12. "Riff Raff"
13. "Fling Thing/Rocker"
14. "Whole Lotta Rosie"
15. "Shot Down In Flames"
16. "Walk All Over You"
17. "Touch Too Much"
18. "If You Want Blood (You´ve Got It)"
19. "Girls Got Rhythm"
20. "Highway to Hell"

### Disco 2
1. "Hells Bells"
2. "Back In Black"
3. "What Do You Do for Money Honey"
4. "Rock and Roll Ain't Noise Pollution"
5. "Let's Get It Up"
6. "For Those About to Rock (We Salute You)"
7. "Flick of the Switch"
8. "Nervous Shakedown"
9. "Fly on the Wall"
10. "Danger"
11. "Sink the Pink"
12. "Stand Up"
13. "Shake Your Foundations"
14. "Who Made Who"
15. "You Shook Me All Night Long"
16. "Heatseeker"
17. "That´s the Way I Wanna Rock ´n´ Roll"
18. "Thunderstruck"
19. "Moneytalks"
20. "Are You Ready"

## Charts
| Chart (2005)                        | Peak position |
| ----------------------------------- | ------------- |
| Australian DVDs Chart               | 1             |
| Austrian Music DVDs Chart           | 1             |
| Belgian (Flanders) Music DVDs Chart | 1             |
| Belgian (Wallonia) Music DVDs Chart | 3             |
| Danish Music DVDs Chart             | 1             |
| Dutch Music DVDs Chart              | 10            |
| Finnish Music DVDs Chart            | 1             |
| Greek DVDs Chart                    | 2             |
| Hungarian DVDs Chart                | 2             |
| Irish Music DVDs Chart              | 1             |
| Italian Music DVDs Chart            | 1             |
| New Zealand Music DVDs Chart        | 1             |
| Norwegian Music DVDs Chart          | 1             |
| Spanish Music DVDs Chart            | 2             |
| Swedish DVDs Chart                  | 1             |
| US Music Videos Chart               | 1             |